# 西格曼塔斯·巴尔奇蒂斯
西格曼塔斯·巴尔奇蒂斯（1953年11月16日—）立陶宛政治人物，曾担任立陶宛代总理。
出生于希盧泰直辖市区，2006年6月1日阿尔吉尔达斯·布拉藻斯卡斯总理辞职后代理总理，但未能通过议会批准成为总理。他是立陶宛社会民主党成员，在布拉藻斯卡斯政府担任财政部长。